# Tục tư trị thông giám
Tục tư trị thông giám (chữ Hán: 續資治通鑑), là một quyển biên niên sử Trung Quốc gồm 220 quyển do đại thần nhà Thanh là Tất Nguyên biên soạn.

## Quá trình biên soạn
Tất Nguyên biên soạn và hoàn thành Tục tư trị thông giám trong 20 năm, nội dung nói về lịch sử của bốn triều đại Tống, Liêu, Kim, Nguyên. Trong quá trình biên soạn, Tất Nguyên có lấy tư liệu từ sách Tư trị thông giám tục biên làm cơ sở, tham khảo thêm Tục tư trị thông giám trường biên của Lý Đảo, Kiến Viêm dĩ lai hệ niên yếu lục của Lý Tâm Truyền, Khiết Đan quốc chí của Diệp Long Lễ... cùng nhiều sách khác tổng cộng có thể lên tới 100 sách tham khảo. Tác phẩm kể về các sự việc xảy ra trong triều đình của bốn triều đại, trình bày một cách tường minh, văn tự đơn giản. Tác phẩm được viết theo thể biên niên, khái quát một thời kỳ lịch sử dài 408 năm, bắt đầu từ năm Tống Thái Tổ Kiến Long nguyên niên (960), kết thúc vào năm Nguyên Thuận Đế Chí Chính thứ 28 (1367), trình bày về sự hình thành, phát triển và suy vong của bốn triều Tống, Liêu, Kim, Nguyên. Tác phẩm chia làm hai đoạn: từ năm 960 đến 1279 gọi là Tống kỉ, từ 1280 đến 1367 là Nguyên kỉ, trong đó lịch sử của triều đại nhà Tống được trình bày tinh xác (182 quyển) còn lịch sử nhà Nguyên thì trình bày sơ lược (38 quyển).

## Chi tiết

### Bắc Tống
- Quyển 001: Tống kỉ 1: Canh Thân, Thái Tổ Kiến Long nguyên niên (960), gồm 1 năm
- Quyển 002: Tống kỉ 2: Từ Tân Dậu (961) đến Nhâm Tuất (962), Thái Tổ Kiến Long năm thứ 2 đến năm thứ 3 (963), gồm 2 năm
- Quyển 003: Tống kỉ 3: Từ Quý Hợi (963) đến tháng 3 Giáp Tí (964), Thái Tổ Can Đức nguyên niên đến năm thứ 2, gồm 1 năm có dư
- Quyển 004: Tống kỉ 4: Từ tháng 4 Giáp Tí (964) đến Bính Dần (966), Thái Tổ Can Đức năm thứ 2 đến năm thứ 4, gồm 2 năm có dư
- Quyển 005: Tống kỉ 5: Từ Đinh Mão (967) đến tháng 6 Kỉ Tị (969), Thái Tổ Can Đức năm thứ 5 đến Khai Bảo năm thứ 2, gồm 2 năm có dư
- Quyển 006: Tống kỉ 6: Từ tháng 7 Kỉ Tị (969) đến tháng 9 Tân Mùi (971), Thái Tổ Khai Bảo năm thứ 2 đến năm thứ 4, gồm 2 năm có dư
- Quyển 007: Tống kỉ 7: Từ tháng 10 Tân Mùi (971) đến tháng 8 Giáp Tuất (974), Thái Tổ Khai Bảo năm thứ 4 đến năm thứ 7, gồm 2 năm có dư
- Quyển 008: Tống kỉ 8: Từ tháng 9 Giáp Tuất (974) đến tháng 11 Bính Tí (976), Thái Tổ Khai Bảo năm thứ 7 đến Thái Tông Thái Bình Hưng Quốc nguyên niên, gồm 2 năm có dư
- Quyển 009: Tống kỉ 9: Từ tháng 12 Bính Tí (976) đến tháng 2 Kỉ Mão (979), Thái Tông Thái Bình Hưng Quốc nguyên niên đến năm thứ 4, gồm 2 năm có dư
- Quyển 010: Tống kỉ 10: Từ tháng 3 Kỉ Mão (979) đến tháng 9 Tân Tị (981), Thái Tông Thái Bình Hưng Quốc năm thứ 4 đến năm thứ 6, gồm 2 năm có dư
- Quyển 011: Tống kỉ 11: Từ tháng 10 Tân Tị (981) đến tháng 9 Quý Mùi (983), Thái Tông Thái Bình Hưng Quốc năm thứ 6 đến năm thứ 8, gồm 2 năm
- Quyển 012: Tống kỉ 12: Từ tháng 10 Quý Mùi (983) đến hết Ất Dậu (985), Thái Tông Thái Bình Hưng Quốc năm thứ 8 đến Ung Hi năm thứ 2, gồm 2 năm có dư
- Quyển 013: Tống kỉ 13: Từ Bính Tuất (986) đến Đinh Hợi (987), Thái Tông Ung Hi năm thứ 3 đến năm thứ 4, gồm 2 năm
- Quyển 014: Tống kỉ 14: Từ Mậu Tí (988) đến tháng 3 Kỉ Sửu (989), Thái Tông Đoan Củng năm nguyên niên đến năm thứ 2, gồm 1 năm có dư
- Quyển 015: Tống kỉ 15: Từ tháng 4 Kỉ Sửu (989) đến tháng 8 Tân Mão (991), Thái Tông Đoan Củng năm thứ 2 đến Thuần Hóa năm thứ 2, gồm 2 năm có dư
- Quyển 016: Tống kỉ 16: Từ tháng 9 Tân Mão (991) đến tháng 9 Quý Tị (993), Thái Tông Thuần Hóa năm thứ 2 đến năm thứ 4, gồm 2 năm có dư
- Quyển 017: Tống kỉ 17: Từ tháng 10 Quý Tị (993) đến tháng 6 Giáp Ngọ (994), Thái Tông Thuần Hóa năm thứ 4 đến năm thứ 5, gồm 9 tháng
- Quyển 018: Tống kỉ 18: Từ tháng 7 Giáp Ngọ (994) đến tháng 6 Bính Thân (996), Thái Tông Thuần Hóa năm thứ 5 đến Chí Đạo năm thứ 2, gồm 2 năm
- Quyển 019: Tống kỉ 19: Từ tháng 7 Bính Thân (996) đến hết Đinh Dậu (997), Thái Tông Chí Đạo năm thứ 2 đến năm thứ 3, gồm 1 năm có dư
- Quyển 020: Tống kỉ 20: Từ Mậu Tuất (998) đến tháng 5 Kỉ Hợi (999), Chân Tông Hàm Bình nguyên niên đến năm thứ 2, gồm 1 năm có dư
- Quyển 021: Tống kỉ 21: Từ tháng 6 Kỉ Hợi (999) đến tháng 3 Canh Tí (1000), Chân Tông Hàm Bình năm thứ 2 đến năm thứ 3, gồm 10 tháng
- Quyển 022: Tống kỉ 22: Từ tháng 4 Canh Tí (1000) đến hết Tân Sửu (1001), Chân Tông Hàm Bình năm thứ 3 đến năm thứ 4, gồm 1 năm có dư
- Quyển 023: Tống kỉ 23: Từ Nhâm Dần (1002) đến tháng 6 Quỹ Mão (1003), Chân Tông Hàm Bình năm thứ 5 đến năm thứ 6, gồm 1 năm có dư
- Quyển 024: Tống kỉ 24: Từ tháng 7 Quý Mão (1003) đến tháng 10 Giáp Thìn (1004), Chân Tông Hàm Bình năm thứ 6 đến Cảnh Đức nguyên niên, gồm 1 năm có dư
- Quyển 025: Tống kỉ 25: Từ tháng 11 Giáp Thìn (1004) đến hết Ất Tị (1005), Chân Tông Cảnh Đức nguyên niên đến năm thứ 2, gồm 1 năm có dư
- Quyển 026: Tống kỉ 26: Từ Bính Ngọ (1006) đến tháng 8 Đinh Mùi (1007), Chân Tông Cảnh Đức năm thứ 3 đến năm thứ 4, gồm 1 năm có dư
- Quyển 027: Tống kỉ 27: Từ tháng 9 Đinh Mùi (1007) đến Mậu Thân (1008), Chân Tông Cảnh Đức năm thứ 4 đến Đại Trung Tường Phù nguyên niên, gồm 1 năm có dư
- Quyển 028: Tống kỉ 28: Từ Kỉ Dậu (1009) đến tháng 4 Canh Tuất (1010), Chân Tông Đại Trung Tường Phù năm thứ 2 đến năm thứ 3, gồm 1 năm có dư
- Quyển 029: Tống kỉ 29: Từ tháng 5 Canh Tuất (1010) đến hết Tân Hợi (1011), Chân Tông Đại Trung Tường Phù năm thứ 3 đến năm thứ 4, gồm 1 năm có dư
- Quyển 030: Tống kỉ 30: Từ Nhâm Tí (1012) đến tháng 6 Quý Sửu (1013), Chân Tông Đại Trung Tường Phù năm thứ 5 đến năm thứ 6, gồm 1 năm có dư
- Quyển 031: Tống kỉ 31: Từ tháng 7 Quý Sửu (1013) đến hết Giáp Dần (1014), Chân Tông Đại Trung Tường Phù năm thứ 6 đến năm thứ 7, gồm 1 năm có dư
- Quyển 032: Tống kỉ 32: Từ Ất Mẫo (1015) đến tháng 6 Bính Thìn (1016), Chân Tông Đại Trung Tường Phù năm thứ 8 đến năm thứ 9, gồm 1 năm có dư
- Quyển 033: Tống kỉ 33: Từ tháng 7 Bính Thìn (1016) đến hết Đinh Tị (1017), Chân Tông Đại Trung Tường Phù năm thứ 9 đến Thiên Hi nguyên niên, gồm 1 năm có dư
- Quyển 034: Tống kỉ 34: Từ Mậu Ngọ (1018) đến tháng 7 Canh Thân (1020), Chân Tông Thiên Hi năm thứ 2 đến năm thứ 4, gồm 2 năm có dư
- Quyển 035: Tống kỉ 35: Từ tháng 8 Canh Thân (1020) đến hết Nhâm Tuất (1022), Chân Tông Thiên Hi năm thứ 4 đến Càn Hưng nguyên niên, gồm 2 năm có dư
- Quyển 036: Tống kỉ 36: Từ Quý Hợi (1023) đến tháng 3 Bính Dần (1026), Nhân Tông Thiên Thánh nguyên niên đến năm thứ 4, gồm 3 năm có dư
- Quyển 037: Tống kỉ 37: Từ tháng 4 Bính Dần (1026) đến tháng 7 Kỉ Tị (1029), Nhân Tông Thiên Thánh năm thứ 4 đến năm thứ 7, gồm 3 năm có dư
- Quyển 038: Tống kỉ 38: Từ tháng 8 Kỉ Tị (1029) đến hết Nhâm Thân (1032), Nhân Tông Thiên Thánh năm thứ 7 đến Minh Đạo nguyên niên, gồm 3 năm có dư
- Quyển 039: Tống kỉ 39: Từ Quý Dậu (1033) đến Giáp Tuất (1034), Nhân Minh Minh Đạo năm thứ 2 đến Cảnh Hựu nguyên niên, gồm 2 năm
- Quyển 040: Tống kỉ 40: Từ Ất Hợi (1035) đến tháng 7 Đinh Sửu (1037), Nhân Tông Cảnh Hựu năm thứ 2 đến năm thứ 4, gồm 2 năm có dư
- Quyển 041: Tống kỉ 41: Từ tháng 8 Đinh Sửu (1037) đến tháng 8 Kỉ Mão (1039), Nhân Tông Cảnh Hựu năm thứ 4 đến Bảo Nguyên năm thứ 2, gồm 2 năm có dư
- Quyển 042: Tống kỉ 42: Từ tháng 9 Kỉ Mão (1039) đến hết Canh Thìn (1040), Nhân Tông Bảo Nguyên nắm thứ 2 đến Khang Định nguyên niên, gồm 1 năm có dư
- Quyển 043: Tống kỉ 43: Tân Tị (1041), Nhân Tông Khánh Lịch nguyên niên, gồm 1 năm
- Quyển 044: Tống kỉ 44: Từ tháng 1 đến tháng 9 Nhâm Ngọ (1042), Nhân Tông Khánh Lịch năm thứ 2, gồm 9 tháng
- Quyển 045: Tống kỉ 45: Từ tháng 10 Nhâm Ngọ (1042) đến tháng 8 Quý Mùi (1043), Nhân Tông Khánh Lịch năm thứ 2 đến năm thứ 3, gồm 11 tháng
- Quyển 046: Tống kỉ 46: Từ tháng 9 Quý Mùi (1043) đến tháng 7 Giáp Thân (1044), Nhân Tông Khánh Lịch năm thứ 3 đến năm thứ 4, gồm 11 tháng
- Quyển 047: Tống kỉ 47: Từ tháng 8 Giáp Thân (1044) đến tháng 9 Ất Dậu (1045), Nhân Tông Khánh Lịch năm thứ 4 đến năm thứ 5, gồm 1 năm có dư
- Quyển 048: Tống kỉ 48: Từ tháng 10 Ất Dậu (1045) đến tháng 3 Đinh Hợi (1047), Nhân Tông Khánh Lịch năm thứ 5 đến năm thứ 7, gồm 1 năm có dư
- Quyển 049: Tống kỉ 49: Từ tháng 4 Đinh Hợi (1047) đến tháng 3 Mậu Tí (1048), Nhân Tông Khánh Lịch năm thứ 7 đến năm thứ 8, gồm 1 năm
- Quyển 050: Tống kỉ 50: Từ tháng 4 Mậu Tí (1048) đến hết Kỉ Sửu (1049), Nhân Tông Khánh Lịch năm thứ 8 đến Hoàng Hựu nguyên niên, gồm 1 năm có dư
- Quyển 051: Tống kỉ 51: Từ Canh Dần (1050) đến tháng 5 Tân Mão (1051), Nhân Tông Hoàng Hựu năm thứ 2 đến năm thứ 3, gồm 1 năm có dư
- Quyển 052: Tống kỉ 52: Từ tháng 6 Tân Mão (1051) đến tháng 8 Nhâm Thìn (1052), Nhân Tông Hoàng Hựu năm thứ 3 đến năm thứ 4, gồm 1 năm có dư
- Quyển 053: Tống kỉ 53: Từ tháng 9 Nhâm Thìn (1052) đến tháng 7 Quý Tị (1053), Nhân Tông Hoàng Hựu năm thứ 4 đến năm thứ 5, gồm 11 tháng
- Quyển 054: Tống kỉ 54: Từ tháng 8 Quý Tị (1053) đến tháng 10 Giáp Ngọ (1054), Nhân Tông Hoàng Hựu năm thứ 5 đến Chí Hòa nguyên niên, gồm 1 năm có dư
- Quyển 055: Tống kỉ 55: Từ tháng 11 Giáp Ngọ (1054) đến hết Ất Mùi (1055), Nhân Tông Chí Hòa nguyên niên đến năm thứ 2, gồm 1 năm có dư
- Quyển 056: Tống kỉ 56: Từ Bính Thân (1056) đến tháng 7 Đinh Dậu (1057), Nhân Tông Gia Hựu nguyên niên đến năm thứ 2, gồm 1 năm có dư
- Quyển 057: Tống kỉ 57: Từ tháng 8 Đinh Dậu (1057) đến tháng 3 Kỉ Hợi (1059), Nhân Tông Gia Hựu năm thứ 2 đến năm thứ 4, gồm 1 năm có dư
- Quyển 058: Tống kỉ 58: Từ tháng 4 Kỉ Hợi (1059) đến tháng 5 Canh Tí (1060), Nhân Tông Gia Hựu năm thứ 4 đến năm thứ 5, gồm 1 năm có dư
- Quyển 059: Tống kỉ 59: Từ tháng 6 Canh Tí (1060) đến tháng 8 Tân Sửu (1061), Nhân Tông Gia Hựu năm thứ 5 đến năm thứ 6, gồm 1 năm có dư
- Quyển 060: Tống kỉ 60: Từ tháng 9 Tân Sửu (1061) đến hết Nhâm Dần (1062), Nhân Tông Gia Hựu năm thứ 6 đến năm thứ 7, gồm 1 năm có dư
- Quyển 061: Tống kỉ 61: Quý Mão (1063), Nhân Tông Gia Hựu năm thứ 8, gồm 1 năm
- Quyển 062: Tống kỉ 62: Giáp Thìn (1064), Anh Tông Trì Bình nguyên niên, gồm 1 năm
- Quyển 063: Tống kỉ 63: Ất Tị (1065), Anh Tông Trì Bình năm thứ 2, gồm 1 năm
- Quyển 064: Tống kỉ 64: Bính Ngọ (1066), Anh Tông Trì Bình năm thứ 3, gồm 1 năm
- Quyển 065: Tống kỉ 65: Đinh Mùi (1067), Anh Tông Trì Bình năm thứ 4, gồm 1 năm
- Quyển 066: Tống kỉ 66: Từ Mậu Thân (1068) đến tháng 6 Kỉ Dậu (1069), Thần Tông Hi Ninh nguyên niên đến năm thứ 2, gồm 1 năm có dư
- Quyển 067: Tống kỉ 67: Từ tháng 7 Kỉ Dậu (1069) đến tháng 6 Canh Tuất (1070), Thần Tông Hi Ninh năm thứ 2 đến năm thứ 3, gồm 1 năm
- Quyển 068: Tống kỉ 68: Từ tháng 7 Canh Tuất (1070) đến hết Tân Hợi (1071), Thần Tông Hi Ninh năm thứ 3 đến năm thứ 4, gồm 1 năm có dư
- Quyển 069: Tống kỉ 69: Từ Nhâm Tí (1072) đến Quý Sửu (1073), Thần Tông Hi Ninh năm thứ 5 đến năm thứ 6, gồm 2 năm
- Quyển 070: Tống kỉ 70: Giáp Dần (1074), Thần Tông Hi Ninh năm thứ 7, gồm 1 năm
- Quyển 071: Tống kỉ 71: Từ Ất Mão (1075) đến Bình Thìn (1076), Thần Tông Hi Ninh năm thứ 8 đến năm thứ 9, gồm 2 năm
- Quyển 072: Tống kỉ 72: Đinh Tị (1077), Thần Tông Hi Ninh năm thứ 10, gồm 1 năm
- Quyển 073: Tống kỉ 73: Mậu Ngọ (1078), Thần Tông Nguyên Phong nguyên niên, gồm 1 năm
- Quyển 074: Tống kỉ 74: Kỉ Mùi (1079), Thần Tông Nguyên Phong năm thứ 2, gồm 1 năm
- Quyển 075: Tống kỉ 75: Canh Thân (1080), Thần Tông Nguyên Phong năm thứ 3, gồm 1 năm
- Quyển 076: Tống kỉ 76: Tân Dậu (1081), Thần Tông Nguyên Phong năm thứ 4, gồm 1 năm
- Quyển 077: Tống kỉ 77: Từ Nhâm Tuất (1082) đến tháng 6 Giáp Tí (1084), Thần Tông Nguyên Phong năm thứ 5 đến năm thứ 7, gồm 2 năm có dư
- Quyển 078: Tống kỉ 78: Từ tháng 7 Giáp Tí (1085) đến hết Ất Sửu (1085), Thần Tông Nguyên Phong năm thứ 7 đến năm thứ 8, gồm 1 năm có dư
- Quyển 079: Tống kỉ 79: Từ tháng 1 đến tháng 6 Bính Dần (1086), Triết Tông Nguyên Hựu nguyên niên, gồm 6 tháng
- Quyển 080: Tống kỉ 80: Từ tháng 7 Bính Dần (1086) đến tháng 6 Mậu Thìn (1088), Triết Tông Nguyên Hựu nguyên niên đến năm thứ 3, gồm 2 năm
- Quyển 081: Tống kỉ 81: Từ tháng 7 Mậu Thìn (1088) đến hết Canh Ngọ (1090), Triết Tông Nguyên Hựu năm thứ 3 đến năm thứ 5, gồm 2 năm có dư
- Quyển 082: Tống kỉ 82: Từ Tân Mùi (1091) đến tháng 7 Quý Dậu (1093), Triết Tông Nguyên Hựu năm thứ 6 đến năm thứ 8, gồm 2 năm có dư
- Quyển 083: Tống kỉ 83: Từ tháng 8 Quý Dậu (1093) đến tháng 7 Giáp Tuất (1094), Triết Tông Nguyên Hựu năm thứ 8 đến Thiệu Thánh nguyên niên, gồm 1 năm
- Quyển 084: Tống kỉ 84: Từ tháng 8 Giáp Tuất (1094) đến hết Bính Tí (1096), Triết Tông Thiệu Thánh nguyên niên đến năm thứ 3, gồm 2 năm có dư
- Quyển 085: Tống kỉ 85: Từ Đinh Sửu (1097) đến Mậu Dần (1098), Triết Tông Thiệu Thánh năm thứ 3 đến Nguyên Phù nguyên niên, gồm 2 năm
- Quyển 086: Tống kỉ 86: Từ Kỉ Mão (1099) đến Canh Thìn (1100), Triết Tông Nguyên Phù năm thứ 2 đến năm thứ 3, gồm 2 năm
- Quyển 087: Tống kỉ 87: Từ Tân Tị (1101) đến tháng 6 nhuận Nhâm Ngọ (1102), Huy Tông Kiến Trung Tĩnh Quốc nguyên niên đến Sùng Ninh nguyên niên, gồm 1 năm có dư
- Quyển 088: Tống kỉ 88: Từ tháng 7 Nhâm Ngọ (1102) đến tháng 4 Giáp Thân (1104), Huy Tông Sùng Ninh nguyên niên đến năm thứ 3, gồm 1 năm có dư
- Quyển 089: Tống kỉ 89: Từ tháng 5 Giáp Thân (1104) đến hết Bính Tuất (1106), Huy Tông Sùng Ninh năm thứ 3 đến năm thứ 5, gồm 2 năm có dư
- Quyển 090: Tống kỉ 90: Từ Đinh Hợi (1107) đến Canh Dần (1110), Huy Tông Đại Quan nguyên niên đến năm thứ 4, gồm 4 năm
- Quyển 091: Tống kỉ 91: Từ Tân Mão (1111) đến Giáp Ngọ (1114), Huy Tông Chính Hòa nguyên niên đến năm thứ 4, gồm 4 năm
- Quyển 092: Tống kỉ 92: Từ Ất Mùi (1115) đến Đinh Dậu (1117), Huy Tông Chính Hòa năm thứ 5 đến năm thứ 7, gồm 3 năm
- Quyển 093: Tống kỉ 93: Từ Mậu Tuất (1118) đến Canh Tí (1120), Huy Tông Trọng Hòa nguyên niên đến Tuyên Hòa năm thứ 2, gồm 3 năm
- Quyển 094: Tống kỉ 94: Từ Tân Sửu (1121) đến tháng 3 Quý Mão (1123), Huy Tông Tuyên Hòa năm thứ 3 đến năm thứ 5, gồm 2 năm có dư
- Quyển 095: Tống kỉ 95: Từ tháng 4 Quý Mão (1123) đến hết Ất Tị (1125), Huy Tông Tuyên Hòa năm thứ 5 đến năm thứ 7, gồm 2 năm có dư
- Quyển 096: Tống kỉ 96: Từ tháng 1 đến tháng 6 Bính Ngọ (1126), Khâm Tông Tĩnh Khang nguyên niên, gồm 6 tháng
- Quyển 097: Tống kỉ 97: Từ tháng 7 Bính Ngọ (1126) đến tháng 4 Đinh Mùi (1127), Khâm Tông Tĩnh Khang nguyên niên đến năm thứ 2, gồm 10 tháng

### Nam Tống
- Quyển 098: Tống kỉ 98: Từ tháng 5 đến tháng 6 Đinh Mùi (1127), Cao Tông Kiến Viêm nguyên niên, gồm 2 tháng
- Quyển 099: Tống kỉ 99: Từ tháng 7 đến tháng 8 Đinh Mùi (1127), Cao Tông Kiến Viêm nguyên niên, gồm 2 tháng
- Quyển 100: Tống kỉ 100: Từ tháng 9 đến tháng 12 Đinh Mùi(1127), Cao Tông Kiến Viêm nguyên niên, gồm 4 tháng
- Quyển 101: Tống kỉ 101: Từ tháng 1 đến tháng 5 Mậu Thân (1128), Cao Tông Kiến Viêm năm thứ 2, gồm 5 tháng
- Quyển 102: Tống kỉ 102: Từ tháng 6 đến tháng 12 Mậu Thân (1128), Cao Tông Kiến Viêm năm thứ 2, gồm 7 tháng
- Quyển 103: Tống kỉ 103: Từ tháng 1 đến tháng 2 Kỉ Dậu (1129), Cao Tông Kiến Viêm năm thứ 3, gồm 2 tháng
- Quyển 104: Tống kỉ 104: Tháng 3 Kỉ Dậu (1129), Cao Tông Kiến Viêm năm thứ 3, gồm 1 tháng
- Quyển 105: Tống kỉ 105: Từ tháng 4 đến tháng 8 Kỉ Dậu (1129), Cao Tông Kiến Viêm năm thứ 3, gồm 5 tháng
- Quyển 106: Tống kỉ 106: Từ tháng 8 nhuận đến tháng 12 Kỉ Dậu (1129), Cao Tông Kiến Viêm năm thứ 3, gồm 5 tháng
- Quyển 107: Tống kỉ 107: Từ tháng 1 đến tháng 6 Canh Tuất (1130), Cao Tông Kiến Viêm năm thứ 4, gồm 6 tháng
- Quyển 108: Tống kỉ 108: Từ tháng 7 đến tháng 12 Canh Tuất (1130), Cao Tông Kiến Viêm năm thứ 4, gồm 6 tháng
- Quyển 109: Tống kỉ 109: Từ tháng 1 đến tháng 9 Tân Hợi (1131), Cao Tông Thiệu Hưng nguyên niên, gồm 9 tháng
- Quyển 110: Tống kỉ 110: Từ tháng 10 Tân Hợi (1131) đến tháng 4 Nhâm Tí (1132), Cao Tông Thiệu Hưng nguyên niên đến năm thứ 2, gồm 7 tháng
- Quyển 111: Tống kỉ 111: Từ tháng 5 đến tháng 12 Nhâm Tí (1132), Cao Tông Thiệu Hưng năm thứ 2, gồm 7 tháng
- Quyển 112: Tống kỉ 112: Từ tháng 1 đến tháng 9 Quý Sửu (1133), Cao Tông Thiệu Hưng năm thứ 3, gồm 9 tháng
- Quyển 113: Tống kỉ 113: Từ tháng 10 Quý Sửu (1133) đến tháng 6 Giáp Dần (1134), Cao Tông Thiệu Hưng năm thứ 3 đến năm thứ 4, gồm 9 tháng
- Quyển 114: Tống kỉ 114: Từ tháng 7 đến tháng 12 Giáp Dần (1134), Cao Tông Thiệu Hưng năm thứ 4, gồm 6 tháng
- Quyển 115: Tống kỉ 115: Từ tháng 1 đến tháng 6 Ất Mão (1135), Cao Tông Thiệu Hưng năm thứ 5, gồm 6 tháng
- Quyển 116: Tống kỉ 116: Từ tháng 7 Ất Mão (1135) đến tháng 5 Bính Thìn (1136), Cao Tông Thiệu Hưng năm thứ 5 đến năm thứ 6, gồm 11 tháng
- Quyển 117: Tống kỉ 117: Từ tháng 6 đến tháng 12 Bính Thìn (1136), Cao Tông Thiệu Hưng năm thứ 6, gồm 7 tháng
- Quyển 118: Tống kỉ 118: Từ tháng 1 đến tháng 7 Đinh Tị (1137), Cao Tông Thiệu Hưng năm thứ 7, gồm 7 tháng
- Quyển 119: Tống kỉ 119: Từ tháng 8 đến tháng 12 Đinh Tị (1137), Cao Tông Thiệu Hưng năm thứ 7, gồm 5 tháng
- Quyển 120: Tống kỉ 120: Từ tháng 1 đến tháng 9 Mậu Ngọ (1138), Cao Tông Thiệu Hưng năm thứ 8, gồm 9 tháng
- Quyển 121: Tống kỉ 121: Từ tháng 10 Mậu Ngọ (1138) đến tháng 5 Kỉ Mùi (1139), Cao Tông Thiệu Hưng năm thứ 8 đến năm thứ 9, gồm 8 tháng
- Quyển 122: Tống kỉ 122: Từ tháng 6 Kỉ Mùi (1139) đến tháng 4 Canh Thân (1140), Cao Tông Thiệu Hưng năm thứ 9 đến năm thứ 10, gồm 11 tháng
- Quyển 123: Tống kỉ 123: Từ tháng 5 đến tháng 12 Canh Thân (1140), Cao Tông Thiệu Hưng năm thứ 10, gồm 8 tháng
- Quyển 124: Tống kỉ 124: Tân Dậu (1141), Cao Tông Thiệu Hưng năm thứ 11, gồm 1 năm
- Quyển 125: Tống kỉ 125: Nhâm Tuất (1142), Cao Tông Thiệu Hưng năm thứ 12, gồm 1 năm
- Quyển 126: Tống kỉ 126: Từ Quý Hợi (1143) đến Giáp Tí (1144), Cao Tông Thiệu Hưng năm thứ 13 đến năm thứ 14, gồm 2 năm
- Quyển 127: Tống kỉ 127: Từ Ất Sửu (1145) đến Đinh Mão (1147), Cao Tông Thiệu Hưng năm thứ 15 đến năm thứ 17, gồm 3 năm
- Quyển 128: Tống kỉ 128: Từ Mậu Thìn (1148) đến tháng 3 Canh Ngọ (1150), Cao Tông Thiệu Hưng năm thứ 18 đến năm thứ 20, gồm 2 năm có dư
- Quyển 129: Tống kỉ 129: Từ tháng 4 Canh Ngọ (1150) đến Nhâm Thân (1152), Cao Tông Thiệu Hưng năm thứ 20 đến năm thứ 22, gồm 2 năm có dư
- Quyển 130: Tống kỉ 130: Từ Quý Dậu (1153) đến Ất Hợi (1155), Cao Tông Thiệu Hưng năm thứ 23 đến năm thứ 25, gồm 3 năm
- Quyển 131: Tống kỉ 131: Từ Bính Tí (1156) đến Đinh Sửu (1157), Cao Tông Thiệu Hưng năm thứ 26 đến năm thứ 27, gồm 2 năm
- Quyển 132: Tống kỉ 132: Từ Mậu Dần (1158) đến tháng 6 Kỉ Mão (1159), Cao Tông Thiệu Hưng năm thứ 28 đến năm thứ 29, gồm 1 năm có dư
- Quyển 133: Tống kỉ 133: Từ tháng 7 Kỉ Mão (1159) đến hết Canh Thìn (1160), Cao Tông Thiệu Hưng năm thứ 29 đến năm thứ 30, gồm 1 năm có dư
- Quyển 134: Tống kỉ 134: Từ tháng 1 đến tháng 9 Tân Tị (1161), Cao Tông Thiệu Hưng năm thứ 31, gồm 9 tháng
- Quyển 135: Tống kỉ 135: Từ tháng 10 đến tháng 12 Tân Tị (1161), Cao Tông Thiệu Hưng năm thứ 31, gồm 3 tháng
- Quyển 136: Tống kỉ 136: Từ tháng 1 đến tháng 3 Nhâm Ngọ (1162), Cao Tông Thiệu Hưng năm thứ 32, gồm 3 tháng
- Quyển 137: Tống kỉ 137: Từ tháng 4 đến tháng 12 Nhâm Ngọ (1162), Cao Tông Thiệu Hưng năm thứ 32, gồm 9 tháng
- Quyển 138: Tống kỉ 138: Từ Quý Mùi (1163) đến tháng 9 Giáp Thân (1164), Hiếu Tông Long Hưng nguyên niên đến năm thứ 2, gồm 1 năm có dư
- Quyển 139: Tống kỉ 139: Từ tháng 10 Giáp Thân (1164) đến hết Bính Tuất (1166), Hiếu Tông Long Hưng năm thứ 2 đến Càn Đạo năm thứ 2, gồm 2 năm có dư
- Quyển 140: Tống kỉ 140: Từ Đinh Hợi (1167) đến Mậu Tí (1168), Hiếu Tông Càn Đạo năm thứ 3 đến năm thứ 4, gồm 2 năm
- Quyển 141: Tống kỉ 141: Từ Kỉ Sửu (1169) đến tháng 7 Canh Dần (1170), Hiếu Tông Càn Đạo năm thứ 5 đến năm thứ 6, gồm 1 năm có dư
- Quyển 142: Tống kỉ 142: Từ tháng 8 Canh Dần (1170) đến hết Tâm Mão (1171), Hiếu Tông Càn Đạo năm thứ 6 đến năm thứ 7, gồm 1 năm có dư
- Quyển 143: Tống kỉ 143: Từ Nhâm Thìn (1172) đến Quý Tị (1173), Hiếu Tông Càn Đạo năm thứ 8 đến năm thứ 9, gồm 2 năm
- Quyển 144: Tống kỉ 144: Từ Giáp Ngọ (1174) đến Ất Mùi (1175), Hiếu Tông Thuần Hi nguyên niên đến năm thứ 2, gồm 2 năm
- Quyển 145: Tống kỉ 145: Từ Bính Thân (1176) đến tháng 9 Đinh Dậu (1176), Hiếu Tông Thuần Hi năm thứ 3 đến năm thứ 4, gồm 1 năm có dư
- Quyển 146: Tống kỉ 146: Từ tháng 10 Đinh Dậu (1177) đến tháng 4 Kỉ Hợi (1179), Hiếu Tông Thuần Hi năm thứ 4 đến năm thứ 6, gồm 1 năm có dư
- Quyển 147: Tống kỉ 147: Từ tháng 5 Kỉ Hợi (1179) đến hết Canh Tí (1180), Hiếu Tông Thuần Hi năm thứ 6 đến năm thứ 7, gồm 1 năm có dư
- Quyển 148: Tống kỉ 148: Từ Tân Sửu (1181) đến tháng 6 Quý Mão (1183), Hiếu Tông Thuần Hi năm thứ 8 đến năm thứ 10, gồm 2 năm có dư
- Quyển 149: Tống kỉ 149: Từ tháng 7 Quý Mão (1183) đến hết Giáp Thìn (1184), Hiếu Tông Thuần Hi năm thứ 10 đến năm thứ 11, gồm 1 năm có dư
- Quyển 150: Tống kỉ 150: Từ Ất Tị (1185) đến Bính Ngọ (1186), Hiếu Tông Thuần Hi năm thứ 12 đến năm thứ 13, gồm 2 năm
- Quyển 151: Tống kỉ 151: Từ Đinh Mùi (1187) đến Kỉ Dậu (1189), Hiếu Tông Thuần Hi năm thứ 14 đến năm thứ 16, gồm 3 năm
- Quyển 152: Tống kỉ 152: Từ Canh Tuất (1190) đến Nhâm Tí (1192), Quang Tông Thiệu Hi năm nguyên niên đến năm thứ 3, gồm 3 năm
- Quyển 153: Tống kỉ 153: Từ Quý Sửu (1193) đến Giáp Dần (1194), Quang Tông Thiệu Hi năm thứ 4 đến năm thứ 5, gồm 2 năm
- Quyển 154: Tống kỉ 154: Từ Ất Mão (1195) đến Đinh Tị (1197), Ninh Tông Khánh Nguyên nguyên niên đến năm thứ 3, gồm 3 năm
- Quyển 155: Tống kỉ 155: Từ Mậu Ngọ (1198) đến Canh Thân (1200), Ninh Tông Khánh Nguyên năm thứ 4 đến năm thứ 6, gồm 3 năm
- Quyển 156: Tống kỉ 156: Từ Tân Dậu (1201) đến tháng 3 Giáp Tí (1204), Ninh Tông Gia Thái nguyên niên đến năm thứ 4, gồm 3 năm có dư
- Quyển 157: Tống kỉ 157: Từ tháng 4 Giáp Tí (1204) đến Bính Dần (1206), Ninh Tông Gia Thái năm thứ 4 đến Khai Hi năm thứ 2, gồm 2 năm có dư
- Quyển 158: Tống kỉ 158: Từ Đinh Mão (1207) đến Kỉ Tị (1209), Ninh Tông Khai Hi năm thứ 3 đến Gia Định năm thứ 2, gồm 3 năm
- Quyển 159: Tống kỉ 159: Từ Canh Ngọ (1210) đến tháng 8 Quý Dậu (1213), Ninh Tông Gia Định năm thứ 3 đến năm thứ 6, gồm 3 năm có dư
- Quyển 160: Tống kỉ 160: Từ tháng 9 Quý Dậu (1213) đến tháng 6 Đinh Sửu (1217), Ninh Tông Gia Định năm thứ 6 đến năm thứ 10, gồm 3 năm có dư
- Quyển 161: Tống kỉ 161: Từ tháng 7 Đinh Sửu (1217) đến tháng 3 Tân Tị (1221), Ninh Tông Gia Định năm thứ 10 đến năm thứ 14, gồm 3 năm có dư
- Quyển 162: Tống kỉ 162: Từ tháng 4 Tân Tị (1221) đến hết Giáp Thân (1224), Ninh Tông Gia Định năm thứ 14 đến năm thứ 17, gồm 3 năm có dư
- Quyển 163: Tống kỉ 163: Từ Ất Dậu (1225) đến Bính Tuất (1226), Lý Tông Bảo Khánh nguyên niên đến năm thứ 2, gồm 2 năm
- Quyển 164: Tống kỉ 164: Từ Đinh Hợi (1227) đến tháng 9 Kỉ Sửu (1229), Lý Tông Bảo Khánh năm thứ 3 đến Thiệu Định năm thứ 2, gồm 2 năm có dư
- Quyển 165: Tống kỉ 165: Từ tháng 10 Kỉ Sửu (1229) đến Tân Mão (1231), Lý Tông Thiệu Định năm thứ 2 đến năm thứ 4, gồm 2 năm có dư
- Quyển 166: Tống kỉ 166: Từ Nhâm Thìn (1232) đến tháng 3 Quý Tị (1233), Lý Tông Thiệu Định năm thứ 5 đến năm thứ 6, gồm 1 năm có dư
- Quyển 167: Tống kỉ 167: Từ tháng 4 Quý Tị (1233) đến Giáp Ngọ (1234), Lý Tông Thiệu Định năm thứ 6 đến Đoan Bình nguyên niên, gồm 1 năm có dư
- Quyển 168: Tống kỉ 168: Từ Ất Mùi (1235) đến Bính Thân (1236), Lý Tông Đoan Bình năm thứ 2 đến năm thứ 3, gồm 2 năm
- Quyển 169: Tống kỉ 169: Từ Đinh Dậu (1237) đến Kỉ Hợi (1239), Lý Tông Gia Hi nguyên niên đến năm thứ 3, gồm 3 năm
- Quyển 170: Tống kỉ 170: Từ Canh Tí (1240) đến tháng 8 Quý Mão (1243), Lý Tông Gia Hi năm thứ 4 đến Thuần Hựu năm thứ 3, gồm 3 năm có dư
- Quyển 171: Tống kỉ 171: Từ tháng 9 Quý Mão (1243) đến tháng 6 Bính Ngọ (1246), Lý Tông Thuần Hựu năm thứ 3 đến năm thứ 6, gồm 2 năm có dư
- Quyển 172: Tống kỉ 172: Từ tháng 7 Bính Ngọ (1246) đến hết Kỉ Dậu (1249), Lý Tông Thuần Hựu năm thứ 6 đến năm thứ 9, gồm 3 năm có dư
- Quyển 173: Tống kỉ 173: Từ Canh Tuất (1250) đến Canh Tí (1252), Lý Tông Thuần Hựu năm thứ 10 đến năm thứ 12, gồm 3 năm
- Quyển 174: Tống kỉ 174: Từ Quý Sửu (1253) đến tháng 7 Bính Thìn (1256), Lý Tông Bảo Hựu nguyên niên đến năm thứ 4, gồm 3 năm có dư
- Quyển 175: Tống kỉ 175: Từ tháng 8 Bính Thìn (1256) đến hết Kỉ Mùi (1259), Lý Tông Bảo Hựu năm thứ 4 đến Khai Khánh nguyên niên, gồm 3 năm có dư
- Quyển 176: Tống kỉ 176: Từ Canh Thân (1260) đến tháng 6 Nhâm Tuất (1262), Lý Tông Cảnh Định nguyên niên đến năm thứ 3, gồm 2 năm có dư
- Quyển 177: Tống kỉ 177: Từ tháng 7 Nhâm Tuất (1262) đến Giáp Tí (1264), Lý Tông Cảnh Định năm thứ 3 đến năm thứ 5, gồm 2 năm có dư
- Quyển 178: Tống kỉ 178: Từ Ất Sửu (1265) đến tháng 9 Mậu Thìn (1268), Độ Tông Hàm Thuần nguyên niên đến năm thứ 4, gồm 3 năm có dư
- Quyển 179: Tống kỉ 179: Từ tháng 10 Mậu Thìn (1268) đến tháng 7 Nhâm Thân (1272), Độ Tông Hàm Thuần năm thứ 4 đến năm thứ 8, gồm 4 năm có dư
- Quyển 180: Tống kỉ 180: Từ tháng 8 Nhâm Thân (1272) đến hết Giáp Tuất (1274), Độ Tông Hàm Thuần năm thứ 8 đến năm thứ 10, gồm 2 năm có dư
- Quyển 181: Tống kỉ 181: Từ tháng 1 đến tháng 7 Ất Hợi (1275), Đế Hiển Đức Hựu nguyên niên, gồm 7 tháng
- Quyển 182: Tống kỉ 182: Từ tháng 8 Ất Hợi (1275) đến tháng 3 nhuận Bính Tí (1276), Đế Hiển Đức Hựu nguyên niên đến năm thứ 2, gồm 9 tháng

### Nguyên
- Quyển 183: Nguyên kỉ 1: Từ tháng 4 Bính Tí (1276) đến tháng 4 Mậu Dần (1278), Thế Tổ Chí Nguyên năm thứ 13 đến năm thứ 15, gồm 2 năm có dư
- Quyển 184: Nguyên kỉ 2: Từ tháng 5 Mậu Dần (1278) đến hết Kỉ Mão (1279), Thế Tổ Chí Nguyên năm thứ 15 đến năm thứ 16, gồm 1 năm có dư
- Quyển 185: Nguyên kỉ 3: Từ Canh Thìn (1280) đến tháng 6 Nhâm Ngọ (1282), Thế Tổ Chí Nguyên năm thứ 17 đến năm thứ 19, gồm 2 năm có dư
- Quyển 186: Nguyên kỉ 4: Từ tháng 7 Nhâm Ngọ (1282) đến Giáp Thân (1284), Thế Tổ Chí Nguyên năm thứ 19 đến năm thứ 21, gồm 2 năm có dư
- Quyển 187: Nguyên kỉ 5: Từ Ất Dậu (1285) đến Bính Tuất (1286), Thế Tổ Chí Nguyên năm năm thứ 22 đến năm thứ 23, gồm 2 năm
- Quyển 188: Nguyên kỉ 6: Từ Đinh Hợi (1287) đến Mậu Tí (1288), Thế Tổ Chí Nguyên năm thứ 24 đến năm thứ 25, gồm 2 năm
- Quyển 189: Nguyên kỉ 7: Từ Kỉ Sửu (1289) đến tháng 3 Tân Mão (1291), Thế Tổ Chí Nguyên năm thứ 26 đến năm thứ 28, gồm 2 năm có dư
- Quyển 190: Nguyên kỉ 8: Từ tháng 4 Tân Mão (1291) đến hết Nhâm Thìn (1292), Thế Tổ Chí Nguyên năm thứ 28 đến năm thứ 29, gồm 1 năm có dư
- Quyển 191: Nguyên kỉ 9: Từ Quý Tị (1293) đến Giáp Ngọ (1294), Thế Tổ Chí Nguyên năm thứ 30 đến năm thứ 31, gồm 2 năm
- Quyển 192: Nguyên kỉ 10: Từ Ất Mùi (1295) đến tháng 6 Đinh Dậu (1297), Thành Tông Nguyên Trinh nguyên niên đến Đại Đức nguyên niên, gồm 2 năm có dư
- Quyển 193: Nguyên kỉ 11: Từ tháng 7 Đinh Dậu (1297) đến hết Canh Tí (1300), Thành Tông Đại Đức nguyên niên đến năm thứ 4, gồm 3 năm có dư
- Quyển 194: Nguyên kỉ 12: Từ Tân Sửu (1301) đến Quý Mão (1303), Thành Tông Đại Đức năm thứ 5 đến năm thứ 7, gồm 3 năm
- Quyển 195: Nguyên kỉ 13: Từ Giáp Thìn (1304) đến Đinh Mùi (1307), Thành Tông Đại Đức năm thứ 8 đến năm thứ 11, gồm 4 năm
- Quyển 196: Nguyên kỉ 14: Từ Mậu Thân (1308) đến Kỉ Dậu (1309), Vũ Tông Chí Đại nguyên niên đến năm thứ 2, gồm 2 năm
- Quyển 197: Nguyên kỉ 15: Từ Canh Tuất (1310) đến Tân Hợi (1311), Vũ Tông Chí Đại năm thứ 3 đến năm thứ 4, gồm 2 năm
- Quyển 198: Nguyên kỉ 16: Từ Nhâm Tí (1312) đến tháng 3 Ất Mão (1315), Nhân Tông Hoàng Khánh nguyên niên đến Diên Hựu năm thứ 2, gồm 3 năm có dư
- Quyển 199: Nguyên kỉ 17: Từ tháng 4 Ất Mão (1315) đến Mậu Ngọ (1318), Nhân Tông Diên Hựu năm thứ 2 đến năm thứ 5, gồm 3 năm có dư
- Quyển 200: Nguyên kỉ 18: Từ Kỉ Mùi (1319) đến Canh Thân (1320), Nhân Tông Diên Hựu năm thứ 6 đến năm thứ 7, gồm 2 năm
- Quyển 201: Nguyên kỉ 19: Từ Tân Dậu (1321) đến Quý Hợi (1323), Anh Tông Chí Trị nguyên niên đến năm thứ 3, gồm 3 năm
- Quyển 202: Nguyên kỉ 20: Từ Giáp Tí (1324) đến tháng 8 Ất Sửu (1325), Thái Định đế Thái Định nguyên niên đến năm thứ 2, gồm 1 năm có dư
- Quyển 203: Nguyên kỉ 21: Từ tháng 9 Ất Sửu (1325) đến hết Đinh Mão (1327), Thái Định Đế Thái Định năm thứ 2 đến năm thứ 4, gồm 2 năm có dư
- Quyển 204: Nguyên kỉ 22: Mậu Thìn (1328), Văn Tông Thiên Lịch nguyên niên
- Quyển 205: Nguyên kỉ 23: Kỉ Tị (1329), Minh Tông Thiên Lịch năm thứ 2
- Quyển 206: Nguyên kỉ 24: Từ Canh Ngọ (1330) đến Nhâm Thân (1332), Văn Tông Chí Thuận nguyên niên đến năm thứ 3, gồm 3 năm
- Quyển 207: Nguyên kỉ 25: Từ Quý Dậu (1333) đến Mậu Dần (1338), Ninh Tông Nguyên Thống nguyên niên đến năm thứ 2, Huệ Tông Chí Nguyên nguyên niên đến năm thứ 4, gồm 6 năm
- Quyển 208: Nguyên kỉ 26: Từ Kỉ Mão (1339) đến Ất Dậu (1345), Huệ Tông Chí Nguyên năm thứ 5 đến Chí Chánh năm thứ 5, gồm 7 năm
- Quyển 209: Nguyên kỉ 27: Từ Bính Tuất (1346) đến Canh Dần (1350), Huệ Tông Chí Chánh năm thứ 6 đến năm thứ 10, gồm 5 năm
- Quyển 210: Nguyên kỉ 28: Từ Tân Mão (1351) đến tháng 6 Nhâm Thìn (1352), Huệ Tông Chí Chánh năm thứ 11 đến năm thứ 12, gồm 1 có dư
- Quyển 211: Nguyên kỉ 29: Từ tháng 7 Nhâm Thìn (1352) đến hết Quý Tị (1353), Huệ Tông Chí Chánh năm thứ 12 đến năm thứ 13, gồm 1 năm có dư
- Quyển 212: Nguyên kỉ 30: Từ Giáp Ngọ (1354) đến Ất Mùi (1355), Huệ Tông Chí Chánh năm thứ 14 đến năm thứ 15, gồm 2 năm
- Quyển 213: Nguyên kỉ 31: Từ Bính Thân (1356) đến tháng 6 Đinh Dậu (1357), Huệ Tông Chí Chánh năm thứ 16 đến năm thứ 17, gồm 1 năm có dư
- Quyển 214: Nguyên kỉ 32: Từ tháng 7 Đinh Dậu (1357) đến hết Mậu Tuất (1358), Huệ Tông Chí Chánh năm thứ 17 đến năm thứ 18, gồm 1 năm có dư
- Quyển 215: Nguyên kỉ 33: Từ Kỉ Hợi (1359) đến tháng 6 Canh Tí (1360), Huệ Tông Chí Chánh năm thứ 19 đến năm thứ 20, gồm 1 năm có dư
- Quyển 216: Nguyên kỉ 34: Từ tháng 7 Canh Tí (1360) đến hết Nhâm Dần (1362), Huệ Tông Chí Chánh năm thứ 20 đến năm thứ 22, gồm 2 năm có dư
- Quyển 217: Nguyên kỉ 35: Từ Quý Mão (1363) đến tháng 3 Giáp Thìn (1364), Huệ Tông Chí Chánh năm thứ 23 đến năm thứ 24, gồm 1 năm có dư
- Quyển 218: Nguyên kỉ 36: Từ tháng 4 Giáp Thìn (1364) đến hết Ất Tị (1365), Huệ Tông Chí Chánh năm thứ 24 đến năm thứ 25, gồm 1 năm có dư
- Quyển 219: Nguyên kỉ 37: Từ Bính Ngọ (1366) đến tháng 6 Đinh Mùi (1367), Huệ Tông Chí Chánh năm thứ 26 đến năm thứ 27, gồm 1 năm có dư
- Quyển 220: Nguyên kỉ 38: Từ tháng 7 Đinh Mùi (1367) đến tháng 7 Mậu Thân (1368), Huệ Tông Chí Chánh năm thứ 27 đến năm thứ 28, gồm 1 năm có dư

## Ảnh hưởng
Cứ liệu sớm nhất nhắc đến nhân vật Khúc Thừa Dụ (曲承裕) là Tục tư trị thông giám của tác giả Tất Nguyên triều Càn Long (giữa thế kỉ XVIII), sau được Nguyễn triều Quốc Sử quán Khâm định Việt sử thông giám cương mục chép nguyên văn: "Năm Đinh Mão [907], (Đường Thiên Hựu thứ 4, Lương Thái Tổ hiệu Khai Bình thứ 1). Khúc Thừa Dụ mất, con là Hạo giữ Giao châu, tự xưng tiết độ sứ. Khúc Hạo nhờ vào cơ nghiệp cũ, giữ lấy La thành, cũng xưng tiết độ sứ. [Ông] chia lộ phủ châu xã các xứ; đặt chính lệnh trưởng và tá lệnh trưởng, bình quân thuế ruộng, tha bỏ lực dịch; lập sổ khai hộ khẩu, kê rõ họ tên quê quán, giao cho giáp trưởng trông coi. Chính trị cốt chuộng khoan dung giản dị, nhân dân đều được yên vui. Khi đó, nhà Lương dùng tiết độ sứ Quảng Châu là Lưu Ẩn kiêm lĩnh chức Tĩnh Hải quân tiết độ sứ và phong tước Nam Bình vương. Lưu Ẩn giữ thành Phiên Ngung. Khúc Hạo giữ Giao châu, [cũng] tự xưng tiết độ sứ, hai bên chực thôn tính lẫn nhau. Lời chua: Khúc Hạo - Theo sách An Nam Kỉ Yếu, Khúc Hạo người Giao Chỉ. Cuối đời Đường, Khúc Hạo làm tiết độ sứ thay Độc Cô Tổn, đổi các hương ở huyện làm giáp, đặt mỗi giáp một quản giáp và một phó tri giáp để giữ việc đánh thuế. Khúc Hạo giữ chức tiết độ sứ được bốn năm thì mất. Nay xét việc chép trong An Nam Kỉ Yếu có hơi khác với lời sử cũ, xin ghi cả hai để tham khảo".
Ngoài ra, các thư tịch trước đó đều không chép gì nhân vật này, nên chăng là sự sót lầm của học giả đời Thanh trong quá trình tầm khảo tư liệu.
- An Nam chí lược (Đại Nguyên) : "Cuối đời Đường, thổ hào Giao Châu Ái Châu là các họ Khúc Dương Kiểu Ngô nối nhau thoán đoạt, trong thời gian chừng năm sáu chục năm. [...] Khúc Hạo chiếm cứ Giao Chỉ. Lúc ấy, Lưu Ẩn chiếm cứ Phiên Ngung. Ẩn chết, con là Lưu Nghiễm kế lập, xưng quốc hiệu Nam Hán. Khúc Hạo khiến con là Thừa Mĩ qua làm khuyến hảo sứ, đến Quảng Châu dò xét thực hư. Hạo chết, Thừa Mĩ kế ngôi cha. Năm Kỉ Mão, hiệu Trinh Minh nhà Lương nguyên niên [915], [ông] khiến sứ tiến cống, cầu lĩnh tiết việt, nhà Lương nhân trao cho. Lưu Nghiễm cả giận, tháng 9 năm Đại Hữu thứ 3 [930] đời ngụy Hán [Nam Hán], khiến kiêu tướng Lương Khắc Chính đem binh đến đánh, bắt Thừa Mĩ về. Khắc Chính lưu giữ Giao Chỉ, sau bị Dương Đình Nghệ đuổi".
- Đại Việt sử lược (An Nam Trần triều) : "Khúc Hạo vào năm đầu niên hiệu Khai Bình nhà Lương [907] lên thay Độc Cô Tổn làm tiết độ sứ. Khúc Toàn Mĩ là em trai Khúc Hạo vậy. Đời vua Minh Tông [926 – 933] triều Hậu Đường, [Khúc Toàn Mĩ] thay Khúc Hạo làm tiết độ sứ. Sau, Khúc Toàn Mĩ bị tướng Nam Hải là Lương Khắc Chân bắt đưa về Nam Hán rồi cho Nguyễn Tiến [tức Lý Tiến, thời Trần kị chữ Lý nên phải đổi Nguyễn] sang thay. [...] Năm đầu niên hiệu Trường Hưng [930] đời Minh Tông triều Hậu Đường, chúa Nam Hán là Lưu Cung sai tướng là bọn Lương Khắc Chân sang đánh Giao châu ta, bắt được quan tiết độ sứ Khúc Toàn Mĩ, rồi cho tướng Nguyễn Tiến thay".
- Đại Việt sử kí toàn thư (An Nam Lê triều) : "Đinh Mão [907], (Đường Thiên Hựu năm thứ 4, Lương Thái Tổ Chu Toàn Trung cải danh là Hoảng, lấy hiệu Khai Bình nguyên niên). Nhà Lương cho Quảng Châu tiết độ sứ Lưu Ẩn kiêm chức Tĩnh Hải quân tiết độ sứ, tước Nam Bình vương. Khi ấy, Ẩn chiếm giữ Phiên Ngung, người Giao châu là Khúc Hạo chiếm giữ châu trị, xưng tiết độ sứ, có mưu đồ lẫn nhau. Năm ấy nhà Đường mất. [...] Đinh Sửu [917], (Lương Mạt Đế Hữu Trinh cải danh Chẩn, hiệu Trinh Minh năm thứ 3). Quảng Châu tri lưu hậu nhà Lương là Lưu Nham đặt quốc hiệu Hán [Nam Hán], niên hiệu Càn Hanh thứ nhất. Khúc Hạo sai con là Thừa Mĩ làm hoan hảo sứ sang Quảng Châu thăm dò tình hình [Nam Hán] hư thực thế nào. Hạo chết, Khúc Thừa Mĩ lên thay. [...] Kỉ Mão [919], (Lương Trinh Minh năm thứ 5). Khúc Thừa Mĩ sai sứ sang nhà Lương xin được lĩnh tiết việt, nhà Lương ban cho. Vua [Nam Hán] cả giận. [...] Quý Mùi [923] (Lương Long Đức năm thứ 3, Đường Trang Tông Lý Tồn Húc, hiệu Đồng Quang nguyên niên), nhà Lương mất. Mùa thu tháng Bảy, vua Hán sai kiêu tướng Lý Khắc Chính đem quân đánh Giao châu, bắt được tiết độ sứ [Khúc] Thừa Mĩ về, [Khắc Chính] lấy bộ tướng của mình là Lý Tiến thay. Lý Khắc Chính ở lại giữ Giao châu, bị tướng của Khúc Hạo là Dương Đình Nghệ người Ái châu đánh đuổi. Vua Hán trao Đình Nghệ tước vị, lấy Lý Tiến làm thứ sử Giao Châu, cùng với Lý Khắc Chính giữ thành, bảo tả hữu rằng: Dân Giao Chỉ hay làm loạn, [ta] chỉ ki mi được thôi. [...] Sử thần Ngô Sĩ Liên bàn: Lưu Nghiễm đương lúc triều đình phương Bắc rối loạn, nhờ nghiệp cũ của anh mà dựng nước, đặt niên hiệu, cùng với Khúc Hạo tranh bá, rồi bắt Thừa Mĩ, lấy Giao châu, hùng cứ một phương, cùng sánh được các nước tiếm ngôi ở Bắc triều. Cho nên, Tiền Ngô vương nổi lên, tuy giết được con, phá được quân [Nghiễm], nhưng không giữ được đất, quốc thống họ Lưu kéo dài không dứt, mãi đến khi Tống [Thái] Tổ dấy lên thì đất ấy mới nhập vào nhà Tống".

| “                                                                          | Các nghiên cứu gia ngoại quốc như Li Tana, Keith Weller Taylor, Liam C. Kelley, Shiraishi Masaya... có cái nhìn khá trung lập về lịch sử Việt Nam cổ trung đại. Họ không bị ám ảnh bởi những "tư tưởng" về "chủ nghĩa dân tộc" hay "lòng yêu nước", ngược lại, họ "giải ảo" và trình bày lịch sử Việt Nam theo hướng khác chứ không lặp theo mô thức quen thuộc của các sử gia Việt Nam. Mà tôi thấy, những nhà nghiên cứu đó rất giỏi sinh ngữ, đặc biệt là họ phải giỏi Hán văn nên mới có thể đọc được các tài liệu gốc thời trung đại, thứ mà ngay nhiều nhà nghiên cứu Việt Nam cũng không muốn hoặc không biết đọc. | ” |
| — Trần Nguyễn Tuấn, khoa Lịch Sử trường ĐH KHXHNV QG Thành phố Hồ Chí Minh | |   |